# 23213 Амеліячанґ
23213 Амеліячанґ (2000 US70, 1994 LM4, 1998 FP99, 23213 Ameliachang) — астероїд головного поясу, відкритий 25 жовтня 2000 року.
Тіссеранів параметр щодо Юпітера — 3,323.